# Sprekelia formosissima
Il giglio degli Aztechi (Sprekelia formosissima (L.) Herb) è una pianta bulbosa che appartiene alla famiglia delle Amaryllidaceae. È l'unica specie nota del genere Sprekelia.

## Descrizione

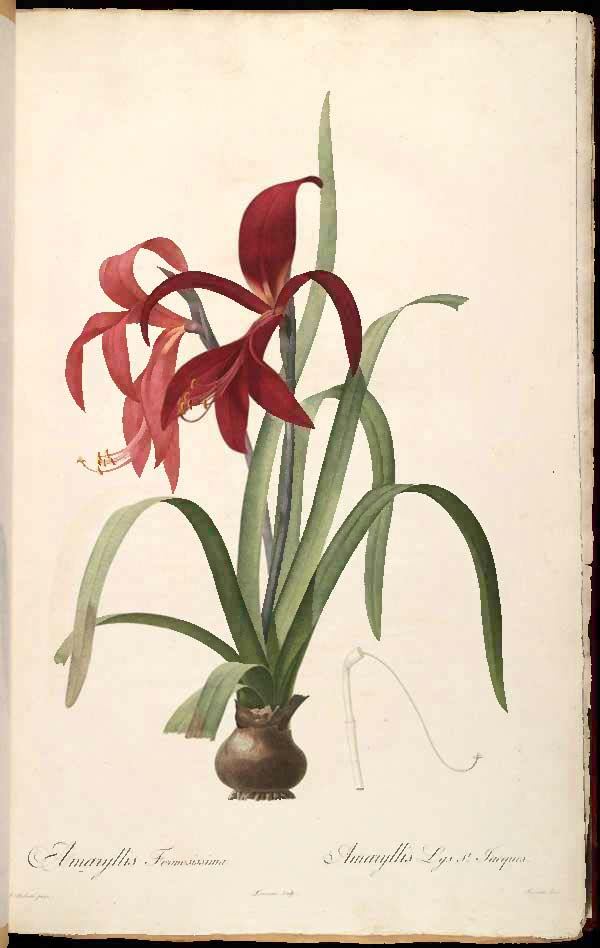

La pianta raggiunge i 30–40 cm d’altezza. Le foglie sono verdi e nastriformi e si formano dopo la fioritura, i fiori, imbutiformi, hanno un colore rosso e le strisce bianche centrali, di cui sono dotati di sei tepali: tre superiori, di cui quello centrale è più largo. Gli altri tre inferiori sono più piccoli e ravvicinati.

## Distribuzione e habitat
Questa pianta è originaria del Messico.